# Idicara olivacea
Idicara olivacea là một loài bướm đêm trong họ Noctuidae.